# Jenny Kwan
Pour les articles homonymes, voir Kwan.
Jenny Wai Ching Kwan ou Jenny Kwan (né à Hong Kong) est une femme politique canadienne. Membre du Nouveau Parti démocratique, elle est la députée de Vancouver-Est à la Chambre des communes du Canada depuis 2015.

## Biographie
Kwan est née à Hong Kong, mais immigre au Canada à l'âge de neuf ans. Elle étudie à l'Université Simon Fraser avec d'être élue au conseil municipal de Vancouver, la plus jeune de l'histoire de la ville, puis au parlement de la Colombie-Britannique, où elle occupe le poste de ministre des Affaires Municipales avant d'occuper deux autres ministères. En 2015, elle se présente aux élections fédérales dans la circonscription de Vancouver-Est pour le Nouveau Parti démocratique (NPD). Cette circonscription est traditionnellement acquise au NPD et Kwan et élue. Elle est réélue en 2019 et en 2021.